# كونور مكلينان
كونور مكلينان (بالإنجليزية: Connor McLennan)‏ (5 أكتوبر 1999 في المملكة المتحدة - ) هو مدرب كرة قدم ولاعب كرة قدم بريطاني في مركز الهجوم. شارك مع منتخب اسكتلندا تحت 17 سنة لكرة القدم. أما مع النوادي، فقد لعب مع نادي أبردين.

## وصلات خارجية
- كونور مكلينان على موقع الاتحاد الأوربي (الإنجليزية)
- كونور مكلينان على موقع الاتحاد الإسكتلندي (الإنجليزية)
- كونور مكلينان على موقع قاعدة بيانات كرة القدم.إي يو (الإنجليزية)
- كونور مكلينان على موقع Soccerbase.com (لاعب) (الإنجليزية)
- كونور مكلينان على موقع Soccerway.com (الإنجليزية)
- كونور مكلينان على موقع عالم كرة القدم.نت (الإنجليزية)